# Ribennes
Ribennes is een plaats en voormalige gemeente in het Franse departement Lozère in de regio Occitanie en telt 172 inwoners (1999). De plaats maakt deel uit van het arrondissement Mende.

## Geschiedenis
Ribennes is op 1 januari 2019 gefuseerd met de gemeente Lachamp tot de gemeente Lachamp-Ribennes. 

## Geografie
De oppervlakte van Ribennes bedraagt 23,9 km², de bevolkingsdichtheid is 7,2 inwoners per km².
De onderstaande kaart toont de ligging van Ribennes met de belangrijkste infrastructuur en aangrenzende gemeenten.

## Demografie
Onderstaande figuur toont het verloop van het inwonertal.